# Эрце
Эрце (нем. Örtze) — река на немецкой земле Нижняя Саксония. Общая длина реки 62 км, площадь бассейна — 738 км². Высота истока 86 м, высота устья 33 м, перепад высоты 53 м. В нижнем течении скорость потока до 0,7 м/с, глубина 0,5-2 м. Впадает в Аллер недалеко от Винзена.
На реке стоит город Мунстер.

## Природа
В реке водятся выдры, по берегам гнездится зимородок. В реке расплодились американские раки Orconectes limosus, которые почти вытеснили европейских широкопалых речных раков.
Для того, чтобы задерживать наносы, которые смываются дождями с танковых полигонов, расположенных в верховьях реки, была устроена система из четырех искусственных озер с дамбой. Берега реки лесистые (ольха, сосна, ель), что приводит к относительно высокому содержанию кислорода в воде в летнее время. Вода в реке по классу загрязнённости относится к II классу (слабо загрязненная).

## Хозяйственная деятельность

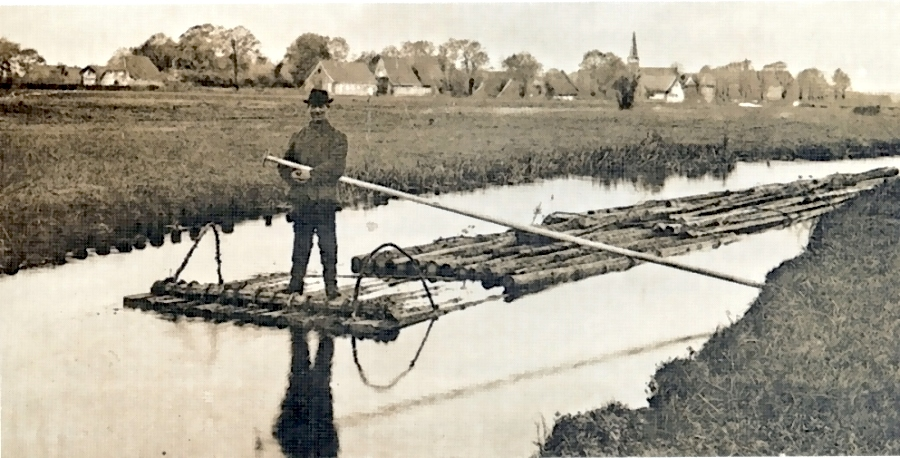
Один из последних лесосплавщиков на Эрце (1910 год)

Первая задокументированная мельница на Эрце была построена в Мунстере в 1556 году.
С XVII по XX век река использовалась для лесосплава. Во второй половине XIX века, в эпоху грюндерства, развитие строительства и кораблестроения в Бремене, Бремерхафене и районе Везермарш, привело к резкому увеличению лесосплава на Эрце вплоть до рекордного числа в 1946 плотов в 1874 году.
С XVII века здесь ловили лососей, пока последний не был выловлен в 1936 году. Попытки вернуть лосося и форель в реку были безуспешны из-за плотин, препятствующих подъёму рыбы вверх по реке на нерест.
До 1950-х вода реки использовалась для нужд ирригации.
С мая по октябрь на реке разрешено плавание на вёсельных лодках.